# Америчка окупација Доминиканске Републике (1916–1924)
Америчка окупација Доминиканске Републике је трајала од 1916. до 1924. године те представљала трећи најдужи од свих банана ратова који су карактерисали америчку политику према суседним земљама Латинске Америке у првим деценијама 20. века. До ње је дошло годину дана након почетка америчке окупације суседног Хаитија. Започела је војним искрцавањем америчких америчких маринаца у главни град Санто Доминго 5. маја 1916. године,  при чему је као изговор била заштита америчких дипломатских мисија; ти су се догађаји поклопили са пучем који је доминикански секретар рата Дезидерио Аријас извео против демократски изабраног председника Хуана Изидра Хименеса. Технички и бројчано надмоћне америчке снаге, са изузетком окршаја познатог као битка код Гвајаканаса, углавном нису наишле на значајнији оружани отпор те су за неколико месеци преузели контролу над свим важнијим градовима и лукама земље. Аријас је пристао да напусти земљу, а Американци су, под изговором успостављања реда и мира успоставили окупациони режим те предузели низ мера да се успостави економска и политичка стабилност у земљи, односно про-амерички режим који би требао п да преузме власт по формалном завршетку окупације. Иако је одређена стабилност постигнута, међу великим делом доминиканског становништва је окупација изазвала негодовање, пре свега због тога што је међу америчким функционарима било мало оних који су говорили шпански или имали разумевања за домаћу културу. У неким подручјима земље, пре свега у источним провинцијама Ел Сеибо и Сан Педро де Макорис се већ 1917. појавио побуњенички покрет познат као гавиљерос, који је под водством генерала  Рамона Натере почео да изводи герилске акције против америчких трупа. Иако није био у стању да истера Американце из земље, ни Американци га нису били у стању угушити, те су 1921. његови претходници прихватили амнестију. У међувремену је завршио Први светски рат, који је служио као један од изговора за окупацију, те се против окупације почело окретати и и америчко јавно мнење. Председник Ворен Хардинг, који је изабран на платформи окончања војних интервенција, 1921. је отпочео преговоре са водећим доминиканским политичарима о повратку доминиканског суверенитета. Формални споразум је постигнут 30. јуна 1922. године, а проамерички кандидат Хорасио Васкез 1924. године победио на председничким изборима. Дана 13. јуна 1924. године, након његове инаугуарције, америчка окупација је формално завршила. Дана 27. децембра 1924. је, међутим, потписана посебна конвенција којом САД поновно преузимају контролу над доминиканским царинама, али је она стављена ван снаге тек 1941. године.